# Космическая филателия

Косми́ческая филатели́я — тематический каталог (коллекция) знаков почтовой оплаты, объединяющий определённый комплекс понятий на космическую тему (документирующий тему полётов в космическое пространство), в которой постоянно появляется что-либо новое. С точки зрения композиционной логики, коллекция отражает определённые этапы истории освоения космоса человеком. Началом коллекции традиционно считается первый советский искусственный спутник Земли. За ним последовали новые спутники, затем появились живые пассажиры в космосе и, наконец, в космос полетел человек. Затем уже проторённым путём: первый совместный (групповой) полёт, первая женщина в космосе, первый выход человека в открытое космическое (безопорное) пространство. Далее — полёты автоматических межпланетных космических станций к Венере и Марсу, а также тщательное изучение единственного природного спутника Земли — Луны: облёт, фотографирование обратной стороны Луны, первая мягкая посадка, серия луноходов и даже первая высадка землян на Луне. В последующем полетели межпланетные зонды к другим планетам и, возможно, галактикам (если не прервётся космическая радиосвязь). Но это уже перспективы. Итак, основным материалом коллекции служат знаки почтовой оплаты с изображением спутников и космических кораблей, марки-портреты, марки-орбиты, марки-символы. Однако, почтовые марки «околокосмической тематики» (то есть лежащие в стороне от темы) в такую коллекцию не подходят и являются темой для других филателистических коллекций.

## Предметы коллекционирования
- марки, иллюстрирующие историю ракетнокосмической техники (а также в качестве «репетиции космических полётов» — полёты человека в стратосферу;
- марки, посвящённые космическим полётам (запуск искусственных тел в космическое пространство);
- марки посвящённые проблемам космонавтики (конгрессы, симпозиумы и выставки, посвящённые вопросам космонавтики), а также техническим средствам для освоения космического пространства;
- коммеморативные марки, посвящённые выдающимся деятелям космонавтики с портретами учёных и космонавтов, а также почтовые марки, посвящённые их общественной деятельности;
- марки с изображением научных и художественных символов, олицетворяющих задачи и достижения космонавтики.

## СССР
Начало космической эры в филателии неразрывно связано с СССР — страной впервые покорившей космическое пространство и выпустившей в обращение почтовые марки, посвящённые теме космоса. Таким образом, советская история освоения космоса хорошо документирована на почтовых марках СССР и социалистических стран.

Почтовые марки СССР
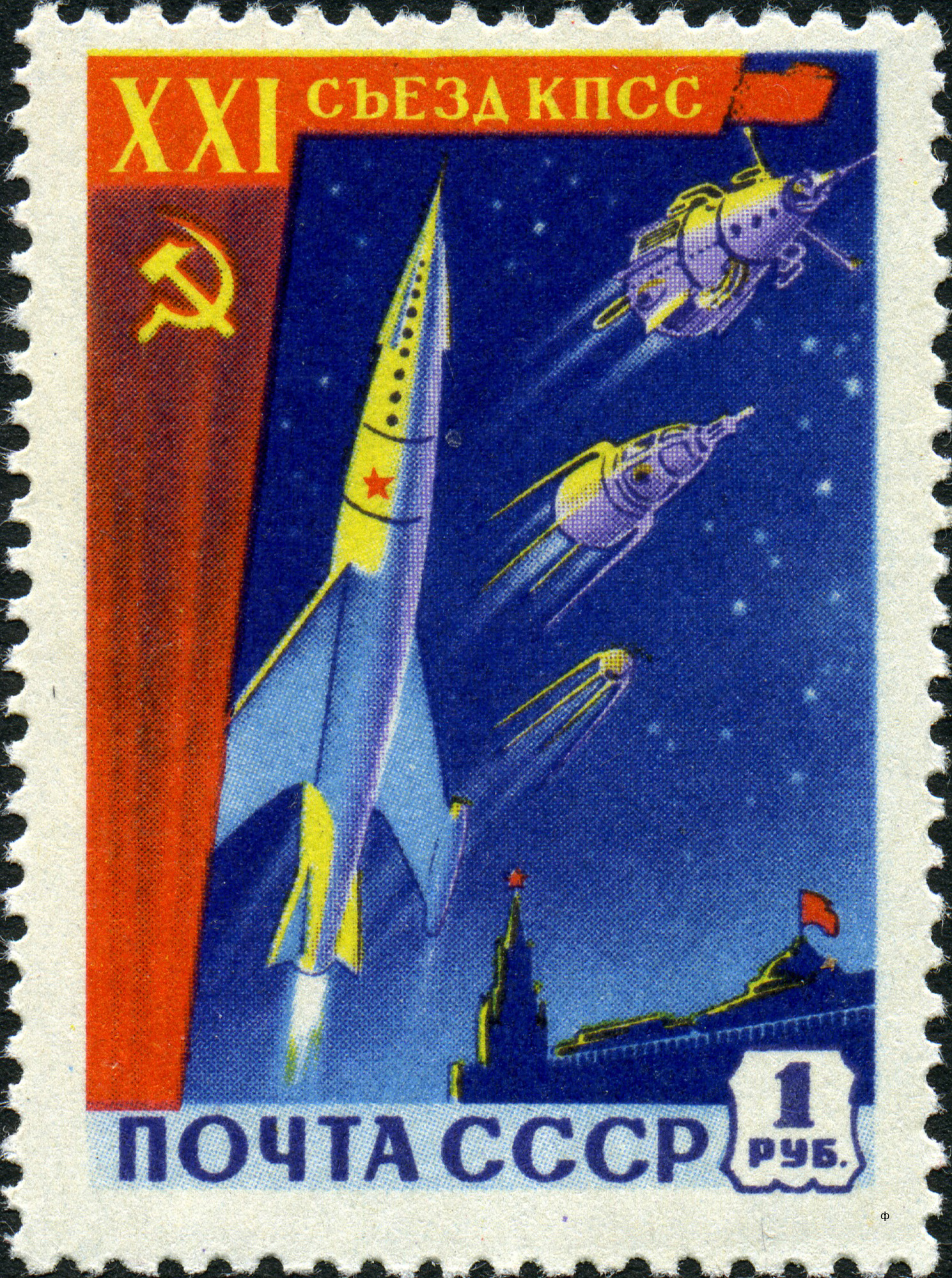
Серия «XXI съезд Коммунистической партии Советского Союза»: Космическая ракета,  (ЦФА [АО «Марка»] № 2275), 1959 год.
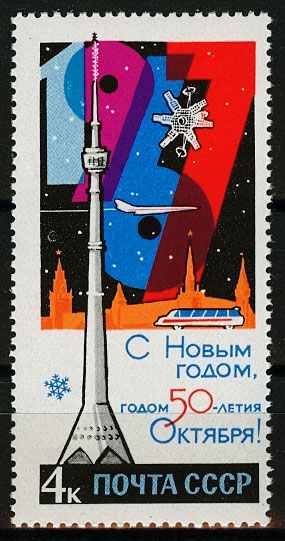
«С Новым, 1967 годом!»: Останкинская телебашня,  (ЦФА [АО «Марка»] № 3441), 1966 год.
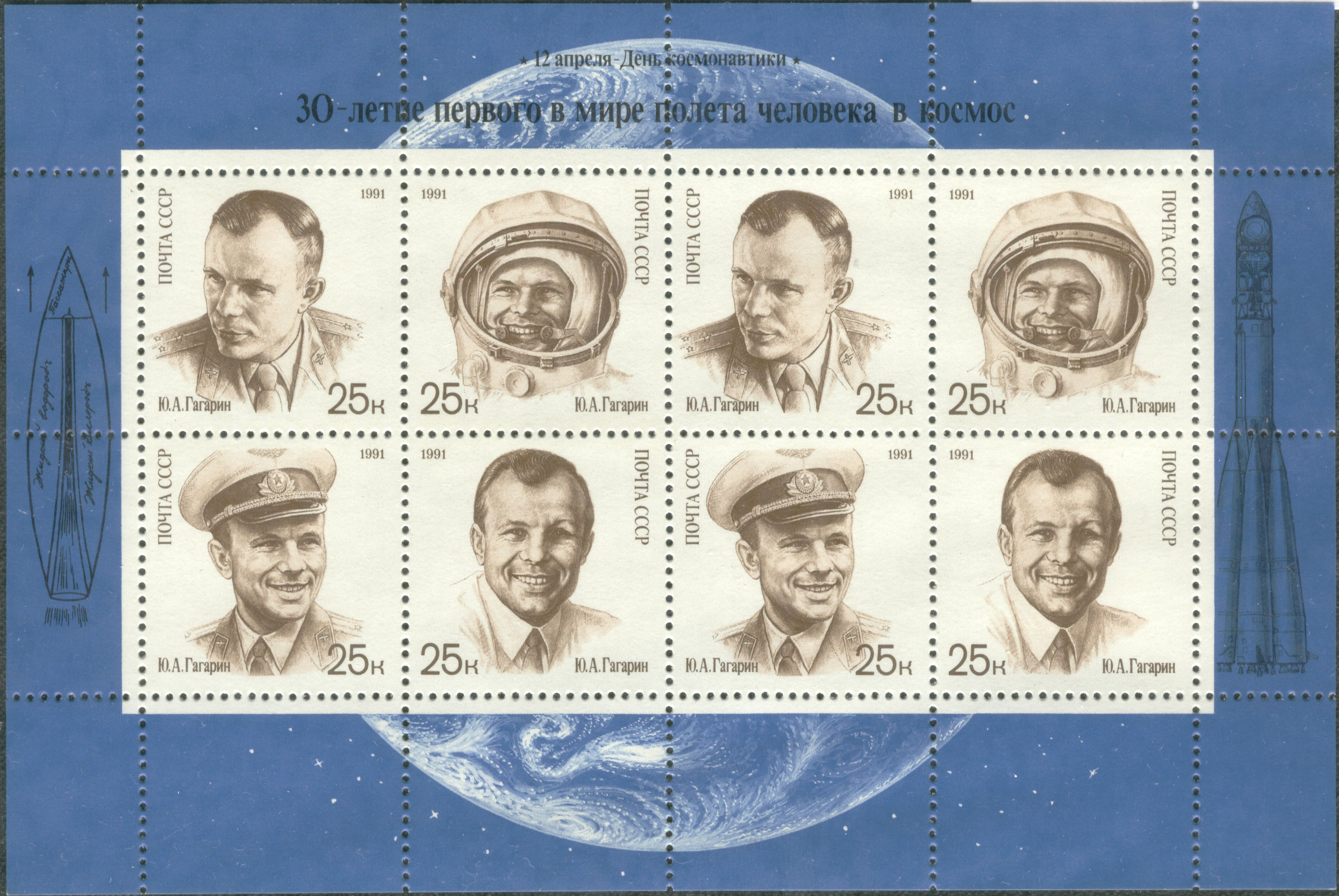
День космонавтики. 30-летие первого полёта человека в космос, малый лист, 1991 год.

## Социалистические страны

### ГДР
Почта ГДР — первая из стран социалистического лагеря выпустила почтовые миниатюры, посвящённые полёту в космос.